# علاء ريشاني
علاء ريشاني (بالإنجليزية: َ Alaa Rishani)‏؛ مواليد 30 أكتوبر 1987 في جدة ، السعودية، هو لاعب كرة قدم سعودي .
لعب سابقاً لأندية الأهلي والاتفاق والتعاون والفيصلي و نادي الخليج .

## وصلات خارجية
- علاء ريشاني على موقع قاعدة بيانات كرة القدم.إي يو (الإنجليزية)